# Ook Chung
Ook Chung (Koreanisch, 정욱; * 1963 in Japan) ist ein kanadischer Autor koreanischer Abstammung. 1965 ging er nach Kanada mit seinen Eltern.
Er studierte an der Universität Concordia und Universität McGill (Doktorat).

## Werke

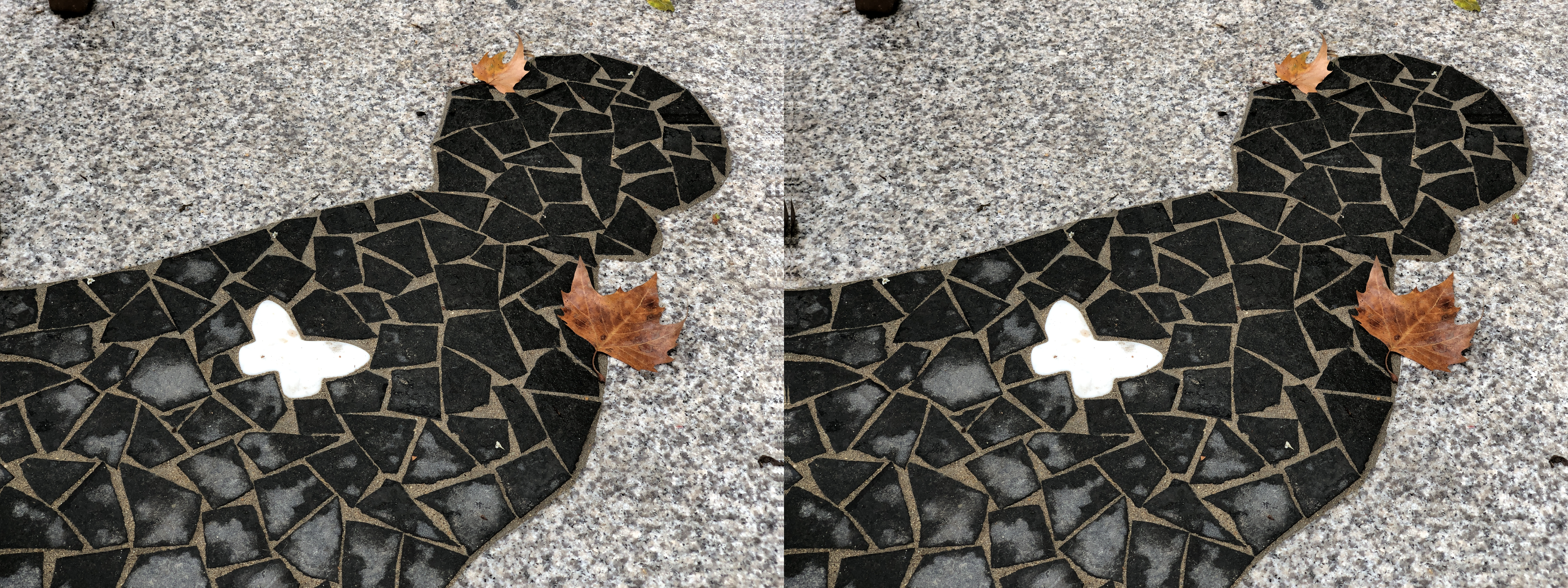
Eine der Illustrationen in La jeune fille de la paix ist dieses Bild der Friedensstatue in Berlin

- 1994: Nouvelles orientales et désorientées, Montreal, L'Hexagone. (ISBN 2890065146)
- 2001: Le Clézio, une écriture prophétique, Paris, Imago. (ISBN 2911416481)
- 2001: Kimchi, Paris, Le Serpent à plumes. (ISBN 2842612620)
- 2003: L'Expérience interdite, Montreal, Boréal. (ISBN 2764602391)
- 2003: Contes Butô, Montreal, Boréal. (ISBN 2764602529)
- 2012:  La Trilogie coréenne, Montreal, Boréal. (ISBN 9782764621073)
- 2021: La jeune fille de la paix, Montreal. (ISBN 9782896498659)

## Ehrungen/Preis
- 2002: John Glassco Prize
- 2002: Prix littéraire Canada-Japon (Kimchi)